# Església parroquial de Sot de Xera
L'església parroquial de sant Sebastià, martir, edificada en Sot de Xera (Els Serrans, País Valencià) és un temple catòlic que se situa en el nucli antic de dita població, donant la seua façana principal al carrer Sant Sebastià i una porta lateral a la plaça de Joan de Joanes.

## Descripció
Es tracta d'una església del segle xvii, de concepció neoclàssica composta per una sola nau central coberta amb volta de mig canó.
Té capelles laterals entre els contraforts i cor sobre la porta d'entrada. En les capelles es disposen retaules neoclàssics amb imatges de Sant Antoni Abat, Sant Roc, La Immaculada i la mare de Déu dels Dolors.
En la capçalera hi ha un retaule neoclàssic blanc d'escaiola presidit per imatges de l'Assumpció de la mare de Déu i Sant Sebastià, titular de la parròquia. Als costats de l'altar major se situen una capella i la sagristia. L'interior està decorat amb pilastres, capitells i motlures de tipus jònic. No presenta actualment decoració destacable, tots els elements estan pintats de blanc.
El campanar exterior, és de planta quadrada, d'un cos amb rematada de doble edicle, alberga quatre campanes. La coberta general és a dues aigües amb teula ceràmica.
En l'interior es conserva un sagrari-tríptic atribuït al pintor valencià Joan de Joanes de mitjan segle xvi que duu per títol "Crist Mostrant la Sagrada Forma" (en castellà). Es tracta d'un element fet de fusta policromada i orada, tant en l'exterior com en l'interior. La seua forma és més o menys prismàtica de base hexagonal, i les seues dimensions aproximades d'un metre d'alt per seixanta centímetres d'ample, i seixanta de profunditat.